# Sergio Agüero (Fußballspieler, 1994)
Sergio Fabian Ezequiel Agüero (* 7. April 1994 in La Rioja) ist ein argentinisch-malaysischer Fußballspieler.

## Karriere

### Verein
Ezequiel Agüero spielte in seiner Jugend bei den argentinischen Vereinen River Plate und den All Boys. Bei letzterem war er auch in dessen Reservemannschaft aktiv und ging von dort 2014 kurzzeitig zum Andino SC. Im Sommer 2015 folgte dann der Sprung nach Europa und er schloss sich dem ungarischen Drittligisten FC Tatabánya an. Seit 2017 spielt er nun in Malaysia und lief bisher für Melaka United, Sarawak United FC, Penang FC, den Kuala Lumpur Rovers, Perak FC sowie per Leihe für den Sri Pahang FC in der Malaysia Super League auf. Im Juli 2025 zog es ihn nach Thailand. Hier unterschrieb er in Kanchanaburi einen Vertrag beim Erstligaaufsteiger Kanchanaburi Power FC.

### Nationalmannschaft
Am 9. Dezember 2022 gab Agüero im Testspiel gegen Kambodscha sein Debüt für die malaysische A-Nationalmannschaft. Beim 4:0-Heimsieg im Bukit Jalil-Nationalstadion von Kuala Lumpur wurde er nach der Halbzeit für Darren Lok eingewechselt. Kurze Zeit nominierte ihn Trainer Kim Pan-gon dann in das Aufgebot für die anstehende Südostasienmeisterschaft 2022.